# Лавуан, Сара
Сара Лавуан (фр. Sarah Lavoine, урождённая Сара Понятовски, фр. Sarah Poniatowski; род. 3 марта 1973 года) — дизайнер и декоратор интерьера, работает во Франции.

## Биография
Происходит из семьи польской шляхты Понятовски. Дочь Жана-Станисласа Понятовски, долгое время проработавшего главным редактором Vogue, и декоратора Сабины Маршаль, сестра Марии Понятовски, дизайнера ювелирных изделий.
Сара выросла во Франции. Перед тем, как заняться дизайном интерьеров, изучала театральную деятельность, философию и коммуникации. В 1995 году она вышла замуж за певца Марка Лавуана, в семье родилось трое детей.
Поддерживаемая и вдохновляемая дизайнером интерьера Франсуа Шмидтом, Сара в начале 2000-х годов реализует свои первые дизайнерские проекты и в 2002 году создает собственное дизайн-агентство, назвав его в свою честь — Sarah Lavoine. Она придумывает, создаёт и развивает атмосферу и стиль для жилых пространств, будь то дома, мансардные этажи, апартаменты, а также для отелей, магазинов и приёмных.
В 2009 году она создает коллекцию мебели и аксессуаров для La Redoute.
В 2010 году Сара представляет передачу «Дизайн от Сары Лавуан» на телеканале Odyssée (позднее Stylia), а также публикует книгу «Architecture intérieure» в издательстве La Martinière. Тогда же Лавуан открывает свой первый бутик в Париже на Rue Saint Roch.
В 2012 году La CFOC (Compagnie Française de l’Orient et de la Chine) обратилась к Лавуан с целью обновления интерьера своего магазина. В том же году Сара выпускает собственную коллекцию предметов декора. В следующем году она открывает свой второй бутик в Париже. В сентябре 2014 года Лавуан представила свою первую коллекцию посуды «Sicilia», вдохновлённую яркими цветами итальянских пейзажей.
В своём стиле, достаточно современном, но в то же время тёплом, Сара Лавуан любит играть с цветами, текстурами и мебелью, создавая новые и естественные образы.